# Haptenchelys
Haptenchelys is een geslacht van straalvinnige vissen uit de familie van de kuilalen (Synaphobranchidae). Het geslacht is voor het eerst wetenschappelijk beschreven in 1976 door Robins & Martin.

## Soorten
- Haptenchelys parviocularis Tashiro & Shinohara, 2014[2]
- Haptenchelys texis C. H. Robins & D. M. Martin, 1976